# Christus am Kreuz, Maria und die zwölf Apostel (Meister des Heisterbacher Altars)

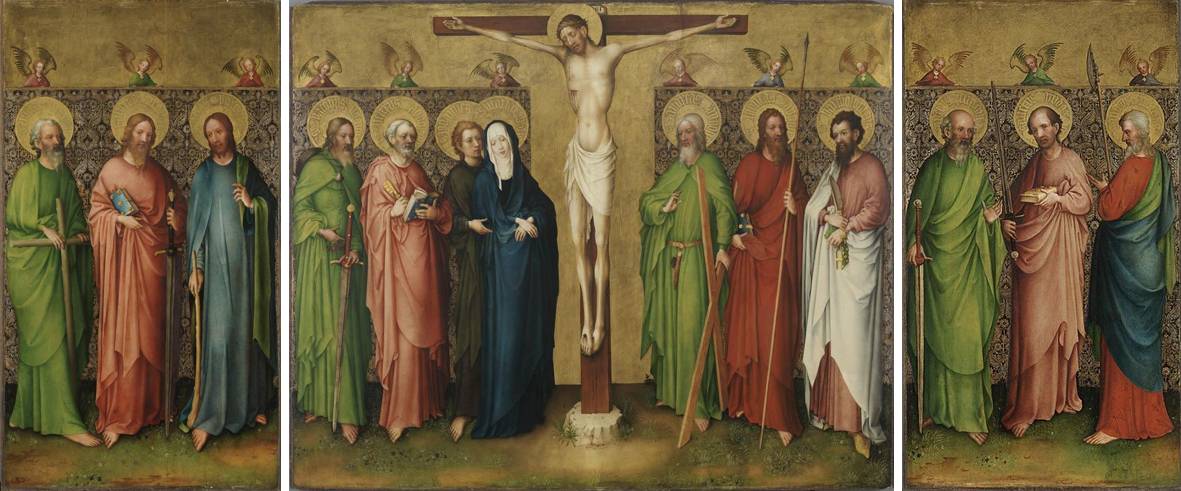
Kreuzigungsaltar, Meister des Heisterbacher Altars, 1430er Jahre Staatsgalerie Bamberg, WAF 503-505

Das auch als Kreuzigungsaltar bezeichnete Triptychon zeigt Christus am Kreuz, Maria und die zwölf Apostel. Der aus drei Holztafeln bestehende Flügelaltar diente als Altarretabel. Es wird einem in Köln tätigen Künstler mit dem Notnamen Meister des Heisterbacher Altars zugeschrieben und auf die 1430er Jahre datiert. Es befindet sich heute in der Abteilung Altdeutsche Malerei in der Staatsgalerie in der Neuen Residenz in Bamberg.

## Bezeichnung
In der kunstwissenschaftlichen Forschungsliteratur wird das Werk meist als Kreuzigungsaltar bezeichnet. In der Neuen Residenz in Bamberg ist es als Christus am Kreuz, Maria und die zwölf Apostel ausgestellt.

## Beschreibung
Der Flügelaltar zeigt auf insgesamt drei Tafeln Christus am Kreuz, Maria und die zwölf Apostel. Auf der Mitteltafel ist Christus am Kreuz dargestellt, zu seinen beiden Seiten stehen je sechs Apostel und zusätzlich auf der vom Betrachter aus gesehen linken Seite Maria. Links von Maria, die von Johannes dem Evangelisten gestützt wird, sind Simon Petrus und Jakobus der Ältere dargestellt. Auf der linken Tafel folgen die Apostel Philippus, Matthäus und Jakobus der Jüngere. Rechts von Christus sind Andreas, Thomas und Bartholomäus zu sehen. Neben ihnen, auf der rechten Bildtafel, befinden sich die Apostel Simon, Judas Thaddäus und Matthias. 

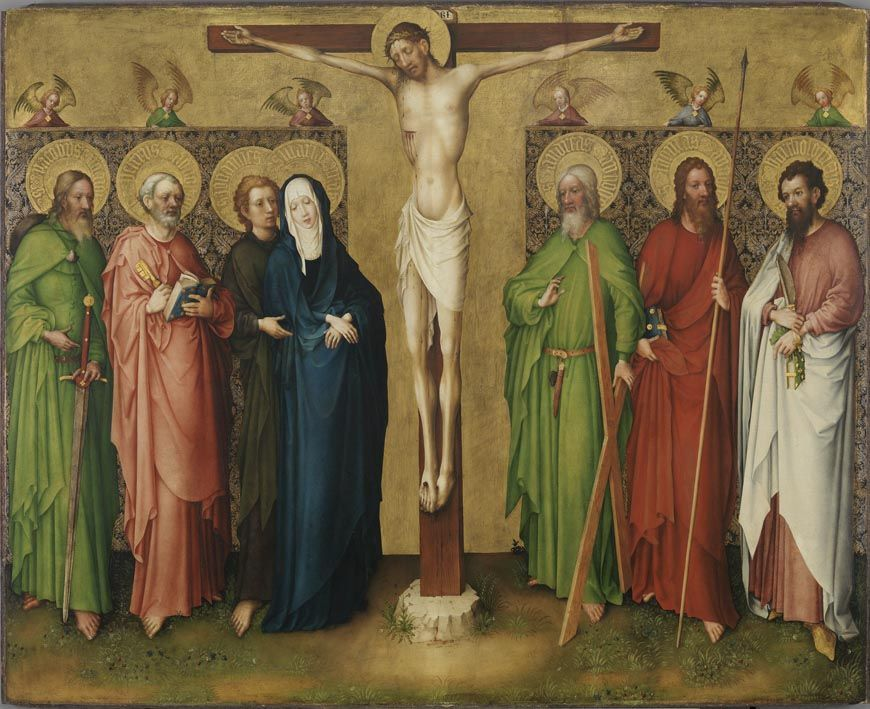
Kreuzigungsaltar, Mitteltafel, Meister des Heisterbacher Altars, 1430er Jahre, 132,8 × 164,4 cm, Staatsgalerie Bamberg, WAF 503

 Der Ort des Dargestellten ist nicht näher bestimmbar. Der Hintergrund setzt sich aus einem Goldgrund und aus zwei quergespannten Brokatstoffen zusammen, dem sogenannten Ehrentuch, das zu beiden Seiten des Kreuzes von je sechs Engelchen gehalten wird. Der Boden ist eine einfache Wiese, die mit einigen Pflänzchen versehen ist.

### Komposition

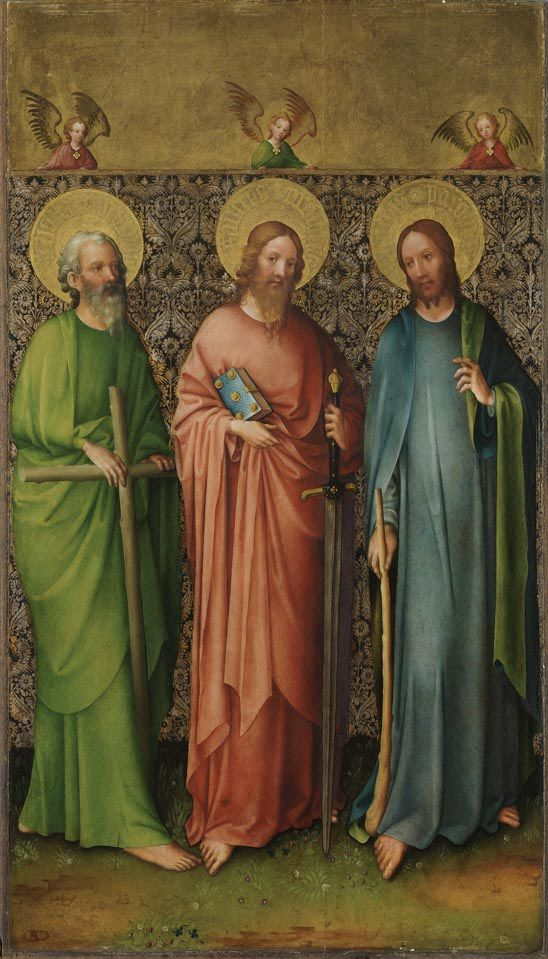
Kreuzigungsaltar, Linke Tafel, Meister des Heisterbacher Altars, 1430er Jahre, 134,7 x 77,2 cm, Staatsgalerie Bamberg, WAF 504

Der Bildraum ist annähernd symmetrisch aufgebaut. Zum einen gliedern die beiden Ehrentücher den Bildraum in zwei Bereiche, zum anderen betont die gleichmäßige Verteilung der zwölf Apostel die Symmetrie. Christus am Kreuz bildet die vertikale Symmetrieachse. Dadurch wird der Blick unmittelbar auf ihn gelenkt. Er wird zusätzlich dadurch hervorgehoben, dass er als einzige Person nicht vor dem Ehrentuch, sondern gänzlich vor dem Goldgrund dargestellt ist.
Insgesamt ist die Darstellung statisch, da die Apostel nebeneinander aufgereiht sind und nicht miteinander interagieren. Die einzige Ausnahme bildet die Darstellung von Maria und Johannes, der die Muttergottes stützt. Diese beiden Figuren brechen auch minimal mit der ansonsten recht gleichmäßigen Symmetrie. Diesem Umstand wird dadurch entgegengewirkt, dass ihre Körper eng zusammengerückt sind.
Der Bildraum selbst weist kaum räumliche Tiefe auf, da der Hintergrund nur aus dem Goldgrund und den Ehrentüchern besteht. Letzteres grenzt den Bildraum deutlich auf eine kleine Fläche ein. Plastizität ist nur in den Bildgegenständen erkennbar. Licht und Schatten modellieren diese Bildelemente, wie die Köpfe oder das Kreuz, und betonen ihre Stofflichkeit.

### Bildpersonal
Die dargestellten Personen sind sehr schlank und hochgewachsen. Dies gilt insbesondere für Christus. Seine Arme, Beine und sein Rumpf sind deutlich überlang. Zudem ist er sehnig und ausgemergelt dargestellt und nur mit einem weißen Lendentuch bekleidet. Er trägt eine Dornenkrone, hat die Augen geschlossen und den herabhängenden Kopf leicht nach links gedreht. Er ist an den Händen, Füßen und seiner linken Brustseite verwundet und blutet.
Die Köpfe des Bildpersonals sind durchaus unterscheidbar. Das liegt vor allem an den vielfältigen Frisuren bzw. Bärten. Maria hat im Gegensatz zu den restlichen Figuren sehr weiche, jugendliche Gesichtszüge und eine deutlich hellere Hautfarbe, wodurch sie sich neben Christus besonders durch ihre Individualität auszeichnet.

Mit Ausnahme von Christus ist das gesamte Bildpersonal in lange, wallende Gewänder und Mäntel gehüllt. Maria trägt darüber hinaus einen weißen Schleier. Die Farbigkeit der Gewänder ist insgesamt bunt. Außerdem trägt jeder Apostel bestimmte Gegenstände bei sich, wie zum Beispiel Bartholomäus, der ein Messer in den Händen hält. Die Apostel sowie Maria sind mit goldenen Heiligenscheinen bekrönt, auf denen ihre Namen stehen. Die zwölf Apostel sind barfuß dargestellt. Die einzige Ausnahme ist Bartholomäus, der goldene Schuhe trägt. 

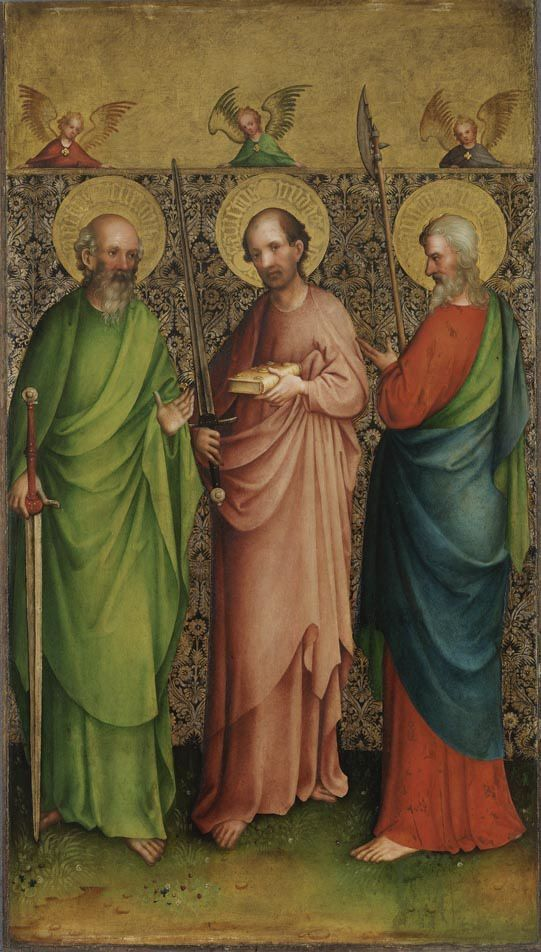
Kreuzigungsaltar, Rechte Tafel, Meister des Heisterbacher Altars, 1430er Jahre, 134,8 cm x 76,7 cm, Staatsgalerie Bamberg, WAF 505

 Auffallend ist die Vielfalt der Handhaltungen. Die Haltung der Hände ist bei allen Dargestellten individuell. Dadurch wird die statische Reihung des Bildpersonals aufgelockert. Gleiches gilt für die verschiedenen Standmotive. Bei den Aposteln lassen sich drei Typen von Standmotiven unterscheiden. Sechs von ihnen stehen auf dem linken Bein und haben somit das rechte Bein nach vorne geschoben, bei der anderen Hälfte ist es umgekehrt. Zudem sind die beiden äußeren Apostel der linken und rechten Tafel, Jakobus der Jüngere und Matthias, jeweils deutlich zum Geschehen gedreht und haben ihr äußeres Spielbein nach vorne gestellt. Bei den beiden inneren Apostel der äußeren Tafeln, Philippus und Simon, ist es umgekehrt. Die Apostel der äußeren Tafeln lassen sich somit in Dreiergruppen zusammenfassen, wobei die beiden äußeren Apostel ihren Körper und Blick nach innen gerichtet haben. Der jeweils mittlere Apostel blickt den Betrachter an. So bilden die drei Apostel der Außenflügel eine Einheit in sich, während die Apostel auf der Mitteltafel auf Christus ausgerichtet sind.

### Rückseite der Tafeln
Auf der Rückseite der linken Tafel ist der Heilige Christophorus dargestellt. Er befindet sich in einer grünen Hügellandschaft und trägt das Christuskind auf den Schultern. In seiner rechten Hand hält er einen Stock. Er ist in Bewegung, worauf sein angewinkeltes rechtes Bein verweist.
Auf der Rückseite der rechten Tafel ist der Heilige Gereon dargestellt. Er befindet sich ebenfalls in einer grünen Hügellandschaft. Allerdings ist er nicht in Bewegung, sondern steht. In der linken Hand hält er eine Fahnenstange, in der rechten ein Schild.

## Ikonographie
Die dargestellte Kreuzigung gibt nicht das Geschehen bei der Hinrichtung Christi wieder, sondern gruppiert verschiedene Heilige um den Gekreuzigten.

### Bildpersonal
Das Bildpersonal ist sowohl durch seine Attribute als auch durch seine Heiligenscheine identifizierbar. Mit Ausnahme des Heiligenscheins Christi sind alle Heiligenscheine mit den Namen der Dargestellten beschriftet. 

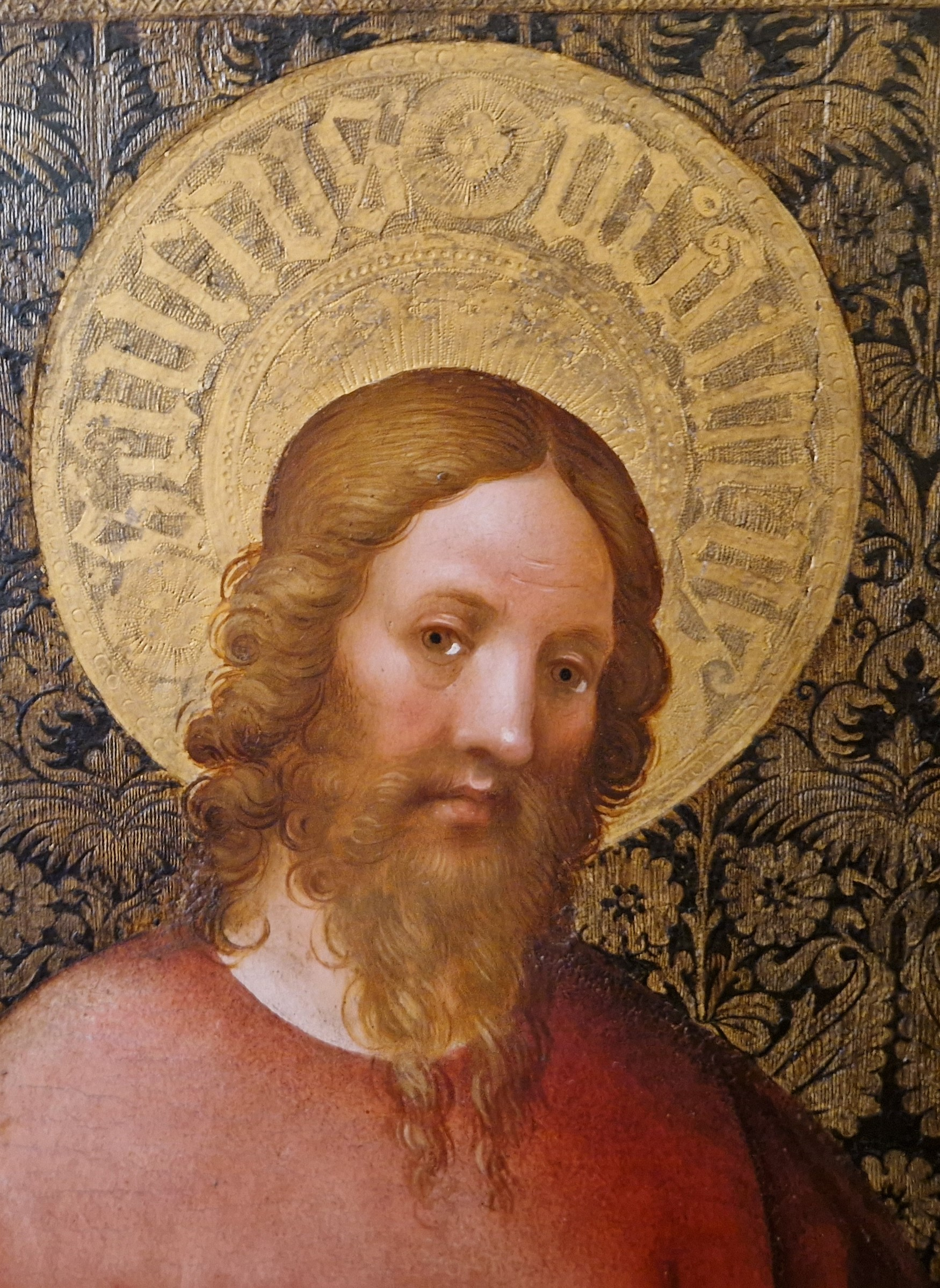
Kreuzigungsaltar, Detail (Heiligenschein des Matthäus mit Inschrift und Punzierung)

Der hier dargestellte Christus ist ein sogenannter Christus Patiens, ein leidender Christus. Er ist zwar als junger Mann gezeigt, aber deutlich abgemagert und von den Strapazen der Kreuzigung gezeichnet. Diese Darstellung zeigt die Qualen Christi, die er für die Erlösung der Menschheit auf sich genommen hat. Diese Darstellungsart soll bei den Gläubigen Compassio, also Mitgefühl, hervorrufen. Ähnlich verhält es sich mit der Dornenkrone, die den Opfertod und die menschliche Natur Christi betont. Die Größe seines Opfers wird zusätzlich dadurch betont, dass er fast nackt dargestellt ist, also eigentlich in einer erniedrigenden Art und Weise. Die ihm bei der Kreuzigung zugefügten Wunden werden „im späten Mittelalter als Zeichen der Liebe Jesu zu den Menschen verstanden“.
Die Apostel sind nach dem „Gelehrtentypus mit Bart, Nimbus, […] Tunika und Pallium“ dargestellt. Zudem sind sie dieser Darstellungstradition folgend barfuß. Bartholomäus stellt dabei eine Ausnahme dar, er trägt goldenes Schuhwerk, was als untypische Auffälligkeit in der Darstellung der Apostel zu vermerken ist. Eine mögliche Erklärung wäre, dass Bartholomäus unter anderem der Schutzpatron der Schuhmacher ist. Eine weitere Ausnahme ist Johannes der Evangelist, der als einziger keinen Bart trägt. Die Darstellung von Johannes als Jüngling ohne Bart ist geläufig. Bei den Attributen der Apostel handelt es sich meistens um die Werkzeuge ihres Martyriums, wie bei Jakobus dem Älteren das Schwert, mit dem er hingerichtet wurde. Darüber hinaus tragen die Apostel weitere Attribute bei sich, die nicht direkt mit ihrem Martyrium in Verbindung stehen. Petrus trägt beispielsweise einen Schlüssel.
Tief in ihrer Trauer versunken, wird Maria von Johannes getröstet. Dennoch erträgt sie „den Schmerz unbeugsam“. Sie ist als junge Frau in dem typischen, tiefblauen Gewand dargestellt und ihr Haar ist von einem weißen Schleier bedeckt. Ihre Jugendlichkeit und der Schleier betonen ihre Reinheit als Jungfrau. Ihr blauer Mantel zeichnet sie als Königin des Himmels aus, weswegen er auch Himmelsmantel genannt wird. Maria steht zudem auf der hierarchisch höheren Seite, vom Bild aus gesehen zur Rechten Christi, und wird so als Mutter Gottes besonders ausgezeichnet.

### Bildhintergrund
Der Bildhintergrund ist zum Teil mit Blattgold überzogen („Goldgrund“). Gold wird aufgrund seines Materialwertes seit jeher für „besonders hochrangige, repräsentative Aufgaben verwendet“. In der christlichen Theologie wird Gold mit der „Gegenwart des Göttlichen“ assoziiert. Zudem spielt die Lichtqualität von Gold eine Rolle, da Licht mit Erleuchtung in Verbindung gebracht wird. Christus befindet sich als einziger vor diesem Goldgrund und wird so als Sohn Gottes besonders hervorgehoben. Der Goldgrund macht eine geographische oder zeitliche Einordnung des Dargestellten unmöglich. Insofern handelt es sich hier um eine repräsentative Darstellung oder Vision und weniger um eine narrative Darstellung.
Das Ehrentuch in Form eines Brokatstoffes zeichnet sich ebenfalls durch seine Materialität aus. Brokat war ein Luxusgut und „nur den gesellschaftlichen Eliten vorbehalten“. Durch seine Wertigkeit und Funktion als Ehrentuch dient es hier der Auszeichnung von Würde und Ehre besonderer Persönlichkeiten, in diesem Fall von Maria und den zwölf Aposteln.
Assistenzfiguren in Gestalt kleiner Engel tragen das Ehrentuch. Engel gelten im christlichen Glauben als Mittler zwischen Mensch und Gott und sind zudem Gottes Diener. Hier dienen sie, indem sie das Ehrentuch halten und damit die Apostel und Maria besonders auszeichnen. Darüber hinaus sind sie wie Christus vor dem Goldgrund platziert und damit der himmlischen Sphäre als überirdische Wesen zugeordnet.

### Rückseiten
Auf den Rückseiten der beiden Seitentafeln sind die Patronatsheiligen der Kirchen bzw. des Klosterstifts dargestellt, in der sich der Kreuzigungsaltar vermutlich ursprünglich befand. Der heilige Gereon und der heilige Christophorus dienten als Fürbitter bzw. Vermittler zwischen den Gläubigen und Gott. Beide sind mit ihren typischen Attributen ausgestattet, Christophorus mit einem Stab und dem Christuskind und Gereon als Ritter mit einer Fahnenstange und einem Schild.

## Material und Technik

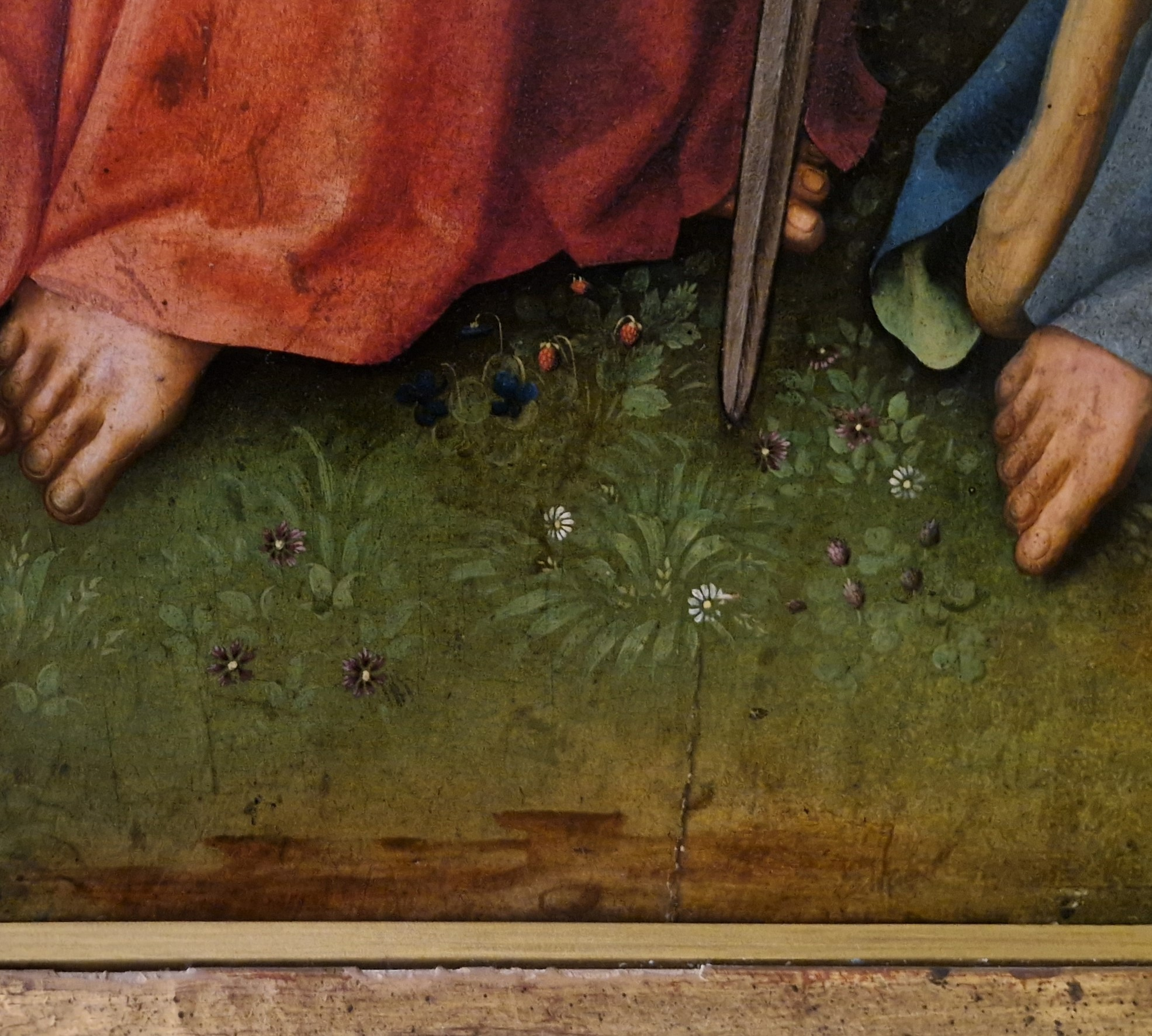
Kreuzigungsaltar, Detail (Übergang zwischen zwei Brettern, sichtbar durch Riss)

Die Darstellung wurde höchstwahrscheinlich auf einem Bildträger aus Eichenholz gemalt und zählt somit zur Tafelmalerei. Die Holzart ist allerdings nur bei der Mitteltafel sicher nachgewiesen. Die drei rechteckigen Tafeln sind aus mehreren vertikal angeordneten Brettern zusammengesetzt.
Die originalen Rahmungen aller Tafeln sind nicht mehr erhalten. Bearbeitungsspuren auf den Tafeln verweisen jedoch auf einen Nutrahmen. An den Rändern der Mitteltafel wurden Polimentreste gefunden, die darauf schließen lassen, dass der ursprüngliche Rahmen vergoldet gewesen sein könnte.
Die Tafeln sind mit Leinwand überzogen und anschließend gemeinsam mit dem originalen Rahmen umlaufend mit weißer Kreide grundiert worden. Auf den Tafeln wurde anschließend die Unterzeichnung mit schwarzer, flüssiger Farbe aufgetragen. Die Unterzeichnung der Mitteltafel ist sehr detailliert und präzise ausgeführt. Nur wenige Elemente, wie der Faltenwurf des Gewandes Mariens oder das Lendentuch Christi, wurden in der malerischen Ausführung geringfügig verändert. Auf den Außenflügeln sind die Unterzeichnungen deutlich reduzierter ausgeführt.
Die Malerei orientiert sich weitgehend an der Unterzeichnung, es gibt also nur wenige Überlappungen der Farbschichten. Ausnahmen bilden spätere Details. Bei der verwendeten Farbe handelt es sich um eine Temperafarbe, bei der die Pigmente mit einem Protein, Ei oder tierischem Leim, gebunden wurden. Die verschiedenen Farben wurden in mehreren Schichten aufgetragen. Bevor eine weitere Farbschicht aufgetragen wurde, ließ man die Zwischenschichten trocknen. Bei den Gewändern des Bildpersonals ist hauptsächlich ein glatter Farbauftrag zu beobachten. Der Schleier Mariens ist dagegen pastos gemalt, stellenweise sind auch Pinselstriche erkennbar.
In der Grundierung der Mitteltafel lassen sich Ritzungen feststellen, die vor allem als Orientierungshilfe für die Umrisse von Binnenformen, der Heiligenscheine und des Pressbrokats dienten. Der Pressbrokat diente dazu, das Brokatmuster des Ehrentuchs darzustellen. Dabei wurden Pressbrokatmodel aus Holz, Metall oder Stein genutzt, in die das gewünschte Muster eingekerbt wurde. Mit diesen Formen konnten dann aus der sogenannten Füllmasse Pressbrokatblätter herstellt werden, die bemalt, vergoldet und auf den Bildträger geklebt wurden.
Die Farbe der goldenen Elemente, wie beispielsweise der Attribute der Apostel, der Heiligenscheine oder die des Hintergrundes, wurde mit Blattgold erzeugt. Das Blattgold wurde auf schwarzes Poliment aufgetragen. In geringem Umfang wurde auch Blattsilber verwendet. Zudem wurden die Heiligenscheine und die Flügel der Engel punziert. Dabei wurden zwei Punktpunzen unterschiedlicher Größe und ein Punzierrädchen verwendet. So konnten verschiedene Muster in den Heiligenscheinen erzeugt werden.

## Erhaltungszustand

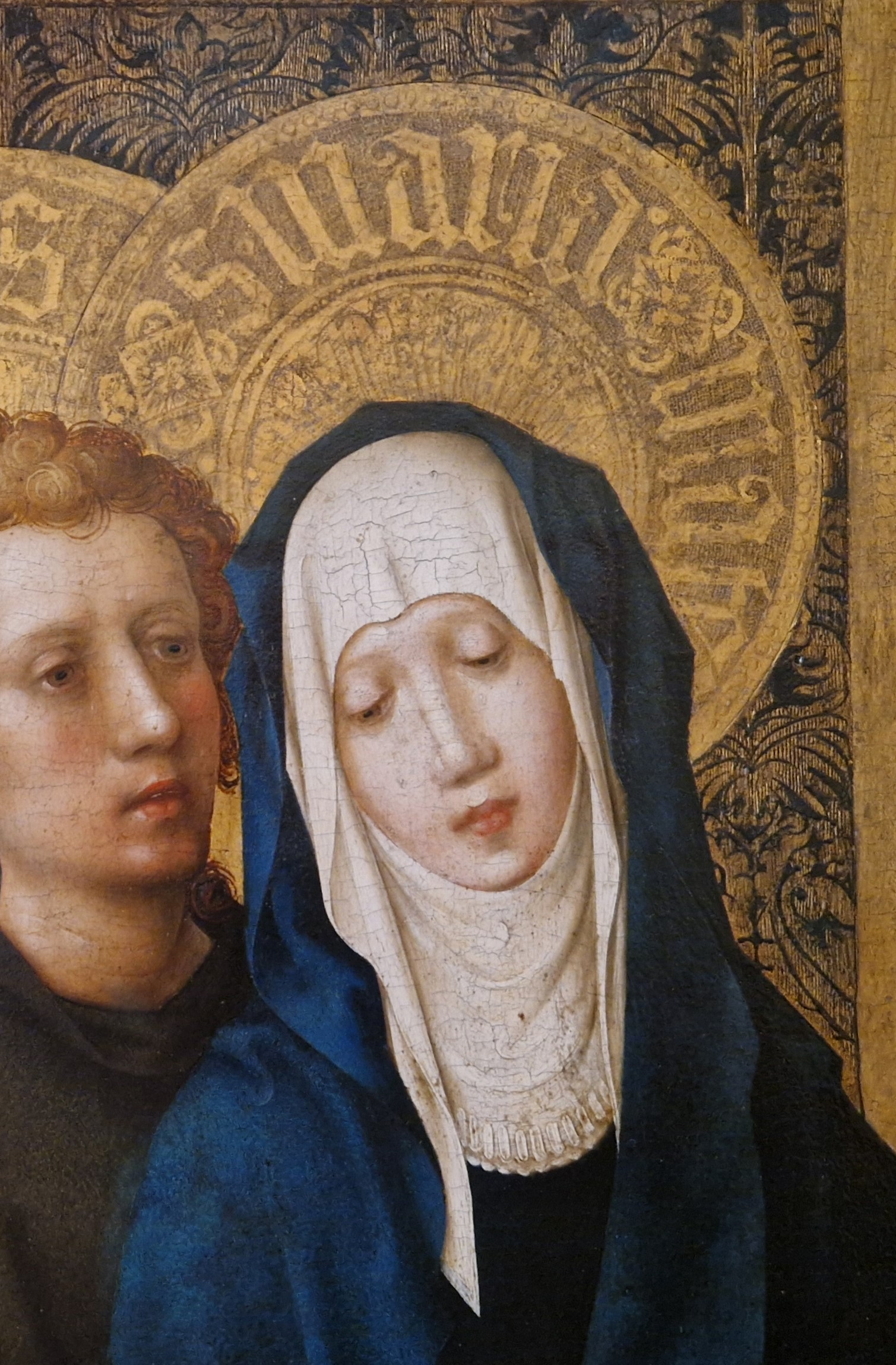
Kreuzigungsaltar, Detail (Krakelee)

Die drei Tafeln weisen einige Schäden auf. Zunächst sind manche Farben verblasst, zum Beispiel war das Ehrentuch ursprünglich in einem kräftigen blau gehalten, wie anhand von lichtmikroskopischen Untersuchungen festgestellt wurde. Zudem weisen Teile der Farbe und der Vergoldung Risse, sogenanntes Krakelee, auf. Stellenweise werden die Übergänge zwischen zwei Brettern durch Risse sichtbar. Risse und Fugen der Mitteltafel wurden nach der Entstehung des Retabels teilweise mit Papier- oder Leinwandabklebungen sowie Klötzchenparkettierungen kaschiert. Diese wurden vereinzelt zu einem späteren Zeitpunkt wieder entfernt. Die Mitteltafel wurde an den Ecken und am unteren Rand leicht beschnitten. Die beiden Flügel wurden am oberen Rand bis in die Malschicht hinein beschnitten, dasselbe gilt möglicherweise für die Seiten. Das bedeutet, dass die Tafeln ursprünglich geringfügig größer waren. Neben der Beschneidung ist die Mitteltafel an der oberen linken Ecke beschädigt. Wahrscheinlich wurde dieser Bereich angesägt, um die Tafel aus ihrer ursprünglichen Rahmung zu lösen.
Die Darstellungen auf den Rückseiten der beiden äußeren Tafeln befinden sich in einem sehr schlechten Erhaltungszustand. Im 17. Jahrhundert wurden die bereits beschädigten Rückseiten der rechten und linken Tafeln mit einer Heimsuchungsdarstellung übermalt, worauf eine noch erhaltene Inschrift am unteren Bildrand verweist. Sie wurde, mit Ausnahme der Inschrift, zu einem unbekannten Zeitpunkt wieder entfernt. Die Rückseite der Mitteltafel war ursprünglich nicht bemalt. Allerdings befindet sich auf ihr eine fragmentarische Zeichnung eines „bärtigen, von einem Kreuznimbus umgebenen Kopfes“. Diese ist jedoch eine spätere Zugabe.

## Autorschaft
Das Retabel wird dem Meister des Heisterbacher Altars zugeschrieben und gilt als das frühste von ihm bekannte Werk. Der namentlich nicht identifizierte Maler war zwischen Mitte des 15. Jahrhunderts in Köln tätig. Das Retabel wurde erstmals 1902 von Carl Aldenhoven dem Meister des Heisterbacher Altars zugeordnet.
Das Triptychon entstand arbeitsteilig, es haben also mehrere Künstler gemeinschaftlich daran gearbeitet, die wahrscheinlich derselben Werkstatt angehörten. Das lässt sich an stilistischen Unterschieden insbesondere bei den Köpfen der Figuren ablesen. Die Köpfe von Petrus, Maria, Johannes und Bartholomäus sind plastisch ausgearbeitet und insgesamt von einer höheren malerischen Qualität als die der restlichen Apostel. Darüber hinaus sind die Punzierungen der Heiligenscheine uneinheitlich gearbeitet, was ebenfalls auf eine arbeitsteilige Entstehung des Kreuzigungsaltars hinweisen könnte.
Bei Untersuchungen der Unterzeichnungen konnten im Falle der Mitteltafel Parallelen zu Stefan Lochners Arbeitsweise festgestellt werden. Die Unterzeichnungen des Kreuzigungsaltars sind großflächig angelegt und weisen dichte Schraffierungen auf. Sie sind so detailliert, dass sie über die Orientierungsfunktion einer Unterzeichnung hinaus gehen. Diese Art der Unterzeichnungen sind für diese Zeit im Kölner Raum bisher nur bei Werken Lochners, wie den Apostelmartyrien, festgestellt worden. Möglicherweise hat Lochner selbst die Unterzeichnungen der Mitteltafel angefertigt. Auch Teile der malerischen Ausführung deutet auf eine Beteiligung Lochners. Die hohe malerische Qualität der Köpfe von Petrus, Maria, Johannes und Bartholomäus, einiger Attribute und der Engel sind laut Martin Schawe typisch „Lochnerisch“.
Von solchen Beobachtungen ausgehend wurde in der kunstwissenschaftlichen Forschung wiederholt eine Verbindung zu Stefan Lochner vermutet, weil die Gestaltung der genannten Figuren an Lochners Werk erinnere. Zuerst brachte Heinrich Gustav Hotho 1855 eine Beziehung zu Lochner ins Spiel. Ihm schloss sich Rudolph Marggraff an, der Ähnlichkeiten zwischen den Arbeiten des Meisters des Heisterbacher Altars, den er als Meister Wilhelm bezeichnet, und den Werken Lochners zu erkennen glaubte. In den 1950er Jahren schlug Alfred Stange vor, dass es sich beim Meister des Heisterbacher Altars um einen Schüler Stefan Lochners handeln könne. Die Kunsthistorikerinnen Gisela Goldberg und Gisela Scheffler hingegen gehen von einer Werkstatt aus, die sich an Stefan Lochners Werk orientierte. Dagegen meint Reinhard Liess, dass der Meister des Heisterbacher Altars mit dem jungen Stefan Lochner identisch sei.

## Datierung
Das Retabel wurde 1972 von Gisela Goldberg und Gisela Scheffler stilkritisch auf die 1440er Jahre datiert. Diese Datierung wurde gemeinhin übernommen. 2013 vermuteten Iris Schaefer, Katja von Baum und Martin Schawe einen früheren Entstehungszeitraum und datierten das Werk auf die 1430er Jahre. Gestützt wird diese Frühdatierung durch dendrochronologischen Untersuchungen des Retabels. Dabei wurde festgestellt, dass die Eiche, aus der die Mitteltafel besteht, frühestens im Jahr 1400 gefällt wurde.
Nach Martin Schawe knüpft „der Bildtypus Kreuzigung mit Heiligen […] an Werke des ersten“ Drittels des 15. Jahrhunderts an. Ein älteres Beispiel wäre die Kreuzigung des Meisters der Heiligen Veronika. Dort sind bereits die überlangen Proportionen und die mit Inschriften versehenen Heiligenscheine zu beobachten. Die gleichmäßige Komposition mit der statischen Reihung der Heiligen neben dem Gekreuzigten findet sich auf Stefan Lochners Werk Christus am Kreuz mit Heiligen wieder. Auch die Darstellungsweise eines Ehrentuches auf Goldgrund, das von Engeln gehalten wird, tritt in weiteren Werken Lochners, wie der Darbringung im Tempel aus dem Jahr 1447, auf. Die außergewöhnliche Darstellungsweise des Bartholomäus als einzigen Apostel mit goldenen Schuhen ist wiederum auf dem Heisterbacher Altar vorzufinden, der ebenfalls dem Meister des Heisterbacher Altars zugeschrieben wird. Der Heisterbacher Altar ist vermutlich später als der Kreuzigungsaltar entstanden. Außerdem wurde dort ein identisches Brokatmuster wie bei dem Kreuzigungsaltar verwendet, was darauf verweisen könnte, dass bei beiden Werken dasselbe Pressbrokatmodel genutzt wurde.

## Provenienz
Für welche Kirche das Retabel ursprünglich gedacht war, ist nicht eindeutig nachweisbar. Gisela Goldberg und Gisela Scheffler vermuten, dass sich das Retabel in der Pfarrkirche St. Christoph in Köln befand, die zu Klosterstiftung St. Gereon gehörte. Als die Pfarrkirche 1806 abgerissen wurde, gelangte ihre Ausstattung und mit ihr möglicherweise das Triptychon in die ehemalige Stiftskirche St. Gereon in Köln.
Um 1809, spätestens aber 1811 gelangte das Retabel in die Sammlung der Brüder Melchior und Sulpiz Boisseré. 1827 wurde die Sammlung Boisseré und damit auch der Kreuzigungsaltar von König Ludwig I. von Bayern erworben. Von 1836 bis 1939 und von 1957 bis 1958 war das Triptychon in der Alten Pinakothek in München ausgestellt. Seit 1968 befindet es sich in der Abteilung Altdeutsche Malerei in der Staatsgalerie in der Neuen Residenz in Bamberg.